# Garnett, Kansas
Garnett är administrativ huvudort i Anderson County i Kansas. Orten har fått sitt namn efter affärsmannen W.A. Garnett. Enligt 2010 års folkräkning hade Garnett 3 415 invånare.

## Kända personer från Garnett
- Sam Brownback, politiker
- Arthur Capper, politiker
- Edgar Lee Masters, författare